# Góry we Włoszech

Mapa fizyczna Włoch

Góry we Włoszech – lista najwyższych szczytów górskich Włoch.

## Góry we Włoszech
Na obszarze Włoch kontynentalnych znajdują się dwa duże systemy górskie – Alpy na północy oraz Apeniny ciągnące się na 1350 km wzdłuż całego półwyspu.

### Alpy
Na terytorium Włoch znajduje się 36 szczytów o wysokości powyżej 4000 m n.p.m., ale tylko 8 z nich leży tylko na terenie Włoch, reszta to szczyty graniczne ze Szwajcarią i Francją. Dwadzieścia z tych szczytów ma wybitność przekraczającą 100 metrów.
Najwyższym szczytem Włoch jest Mont Blanc de Courmayeur (wł.: Monte Bianco di Courmayeur, 4748 m n.p.m.), zaś najwyższym szczytem znajdującym się tylko na terenie Włoch o wybitności powyżej 100 metrów jest Piramide Vincent (4215 m n.p.m.).
Na terenie Włoch znajdują się następujące alpejskie pasma górskie: Alpy Liguryjskie, Alpy Nadmorskie, Alpy Kotyjskie, Alpy Graickie, Alpy Pennińskie, Alpy Lepontyńskie, Alpy Retyckie, Alpy Karnickie, Alpy Julijskie i Dolomity.

#### Dolomity
Stanowiące część Południowych Alp Wapiennych (Alpy Wschodnie) – Dolomity to stanowiące raj dla narciarzy góry, wpisane od 2009 roku na listę światowego dziedzictwa UNESCO. Decyzja została podjęta ze względu na wyjątkowość gór i ich niezwykłą historię geologiczną.
Najwyższym szczytem Dolomitów jest Marmolada (3343 m n.p.m.).

### Apeniny
Apeniny dzielą się na Północne, Środkowe i Południowe.
Najwyższymi ich szczytami są odpowiednio Monte Cimone (2165 m n.p.m.), Corno Grande (2912 m n.p.m.) i Monte Pollino (2248 m n.p.m.).

### Sycylia

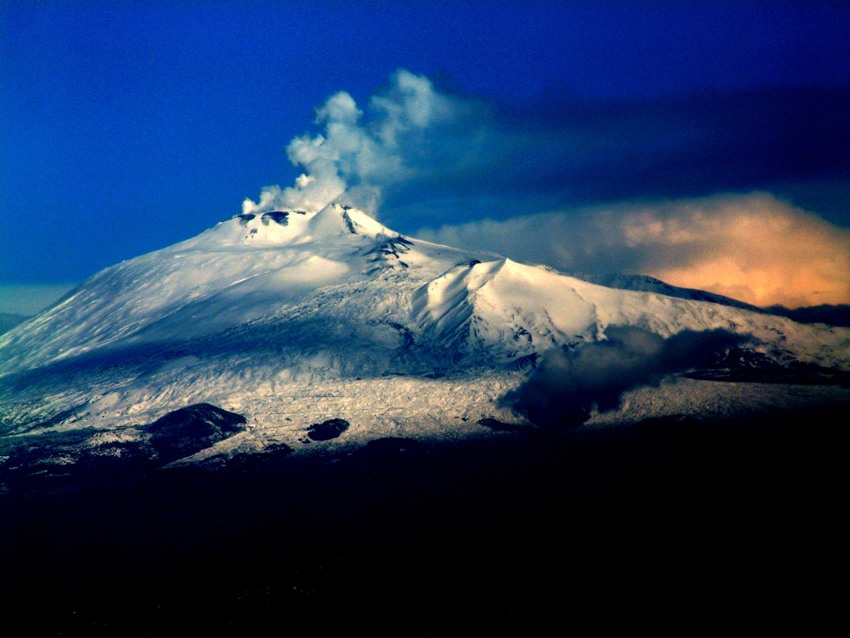
Etna

Na górzystej wyspie Sycylii znajduje się najwyższy czynny wulkan w Europie, czyli Etna (3329 m n.p.m.).

### Sardynia
Najwyższym szczytem drugiej z włoskich wielkich wysp – Sardynii – jest Punta La Marmora (1834 m n.p.m.).

### Inne góry
W południowej części Włoch, nad Zatoką Neapolitańską położony jest jedyny czynny wulkan w lądowej części Europy, czyli Wezuwiusz (1281 m n.p.m.).

## Lista włoskich szczytów powyżej 4000 metrów

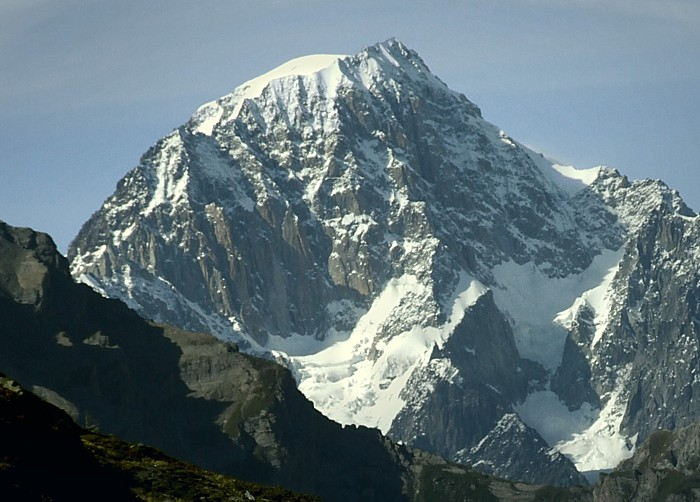
Mont Blanc de Courmayeur

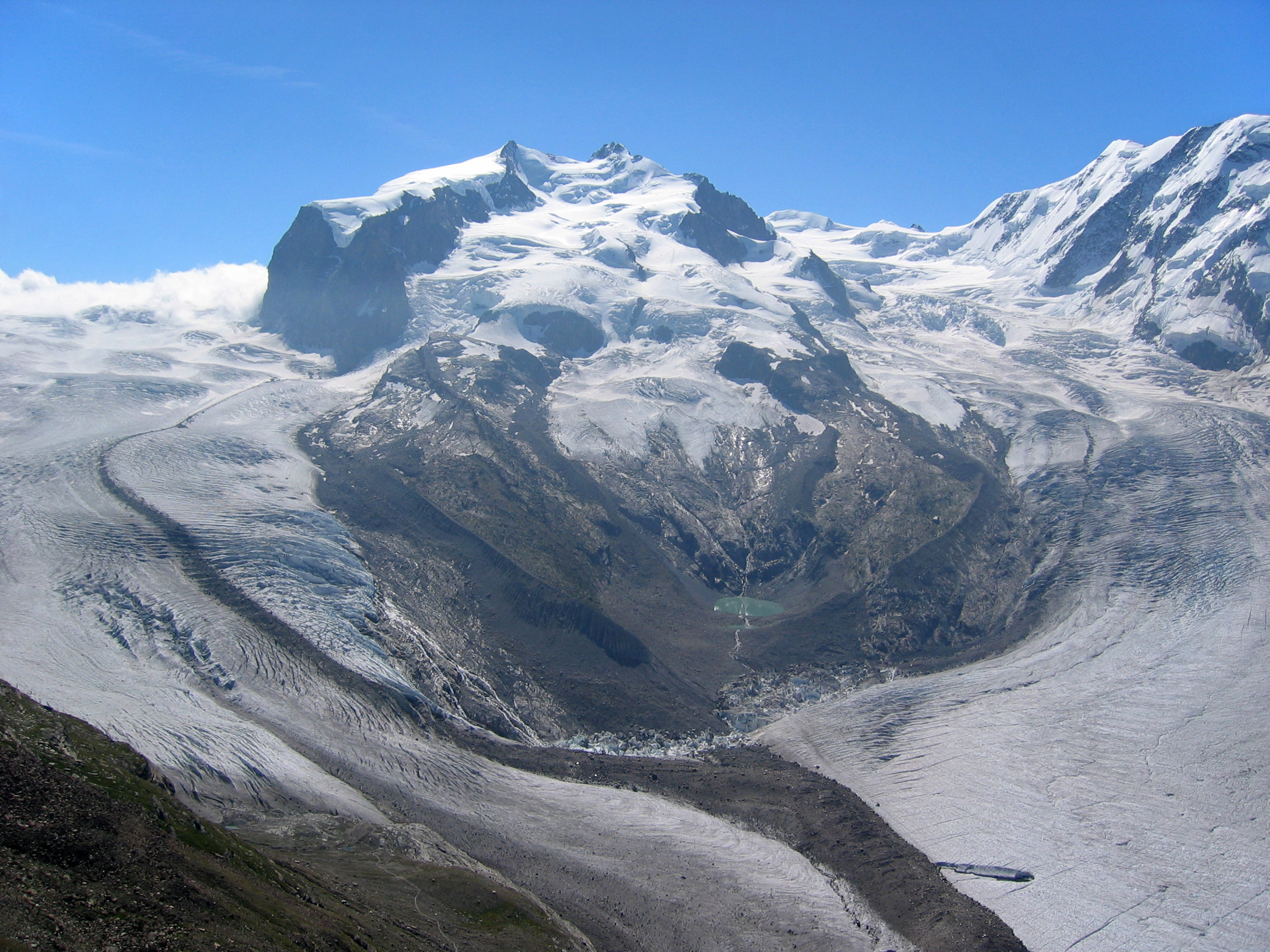
Masyw Monte Rosa, Dufourspitze (w głębi po prawej stronie)

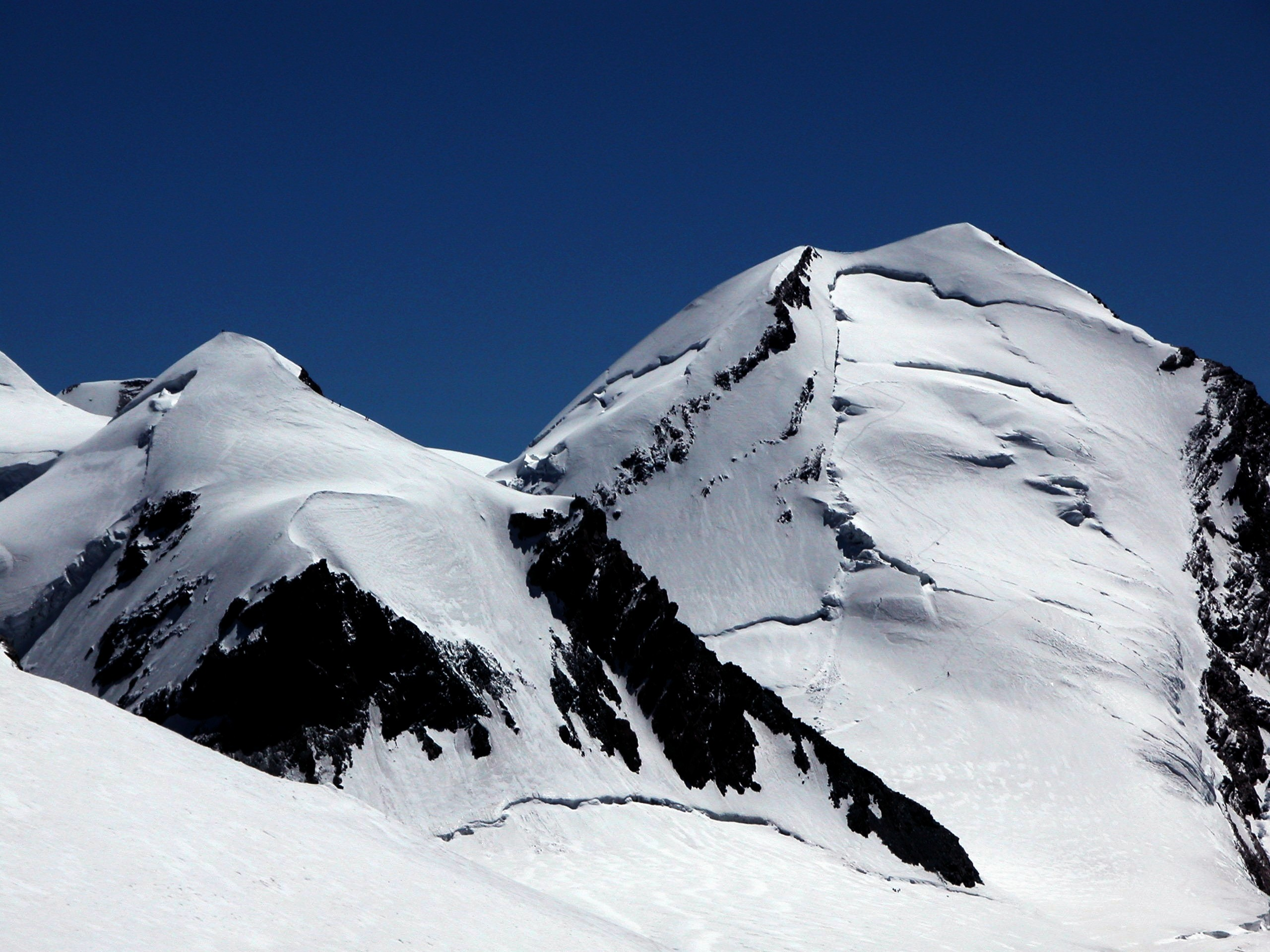
Castor i Pollux

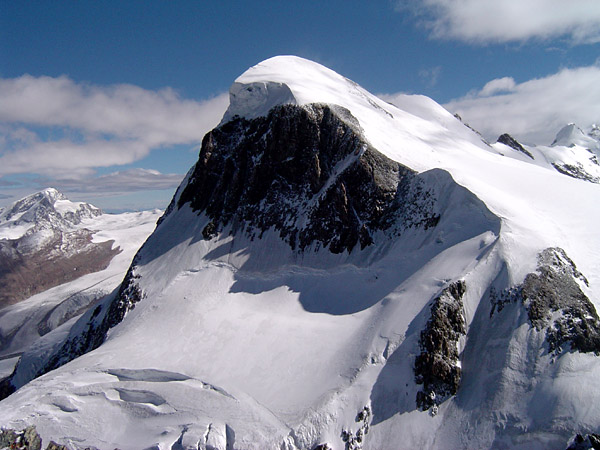
Breithorn

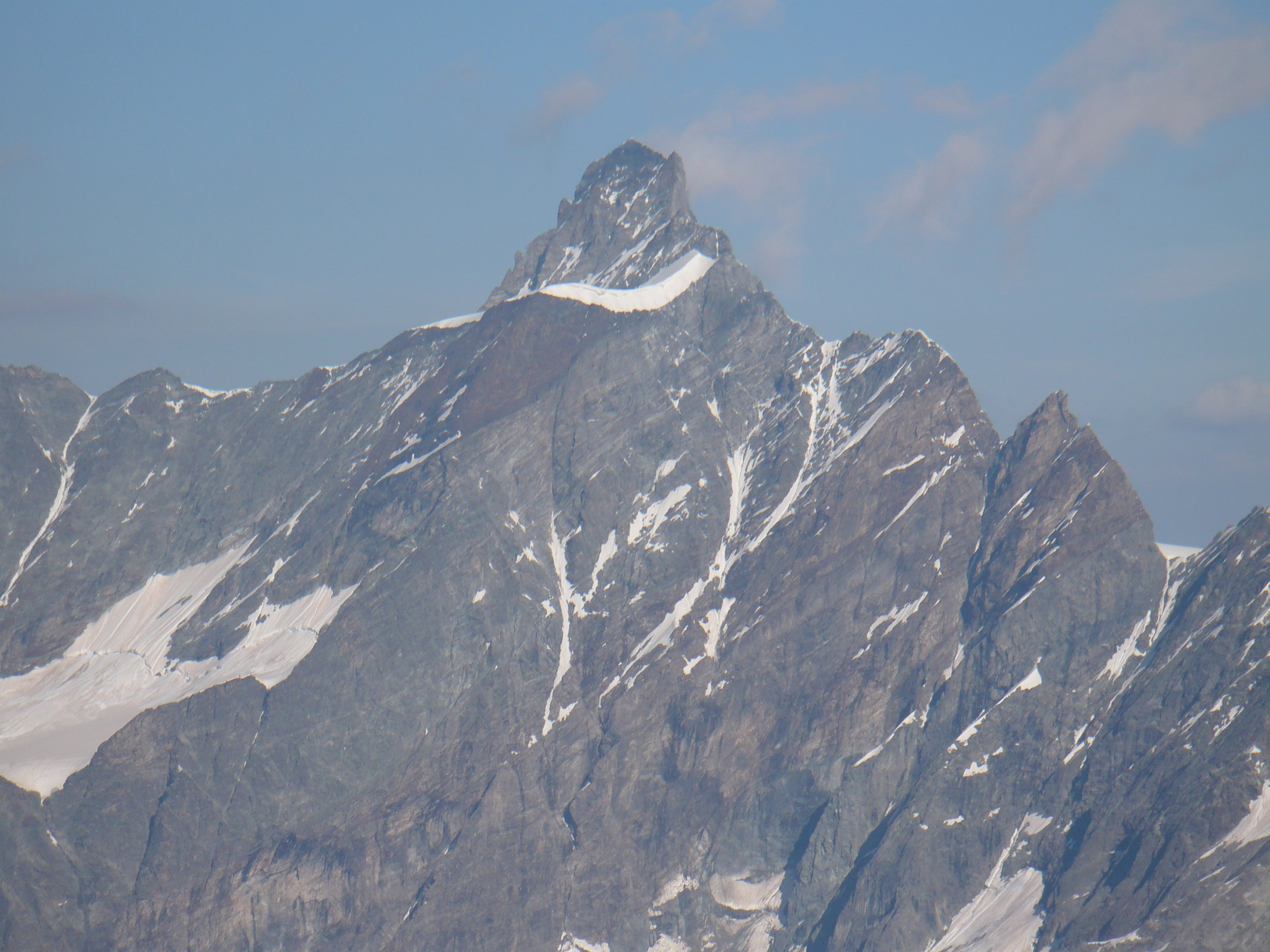
Dent d’Hérens

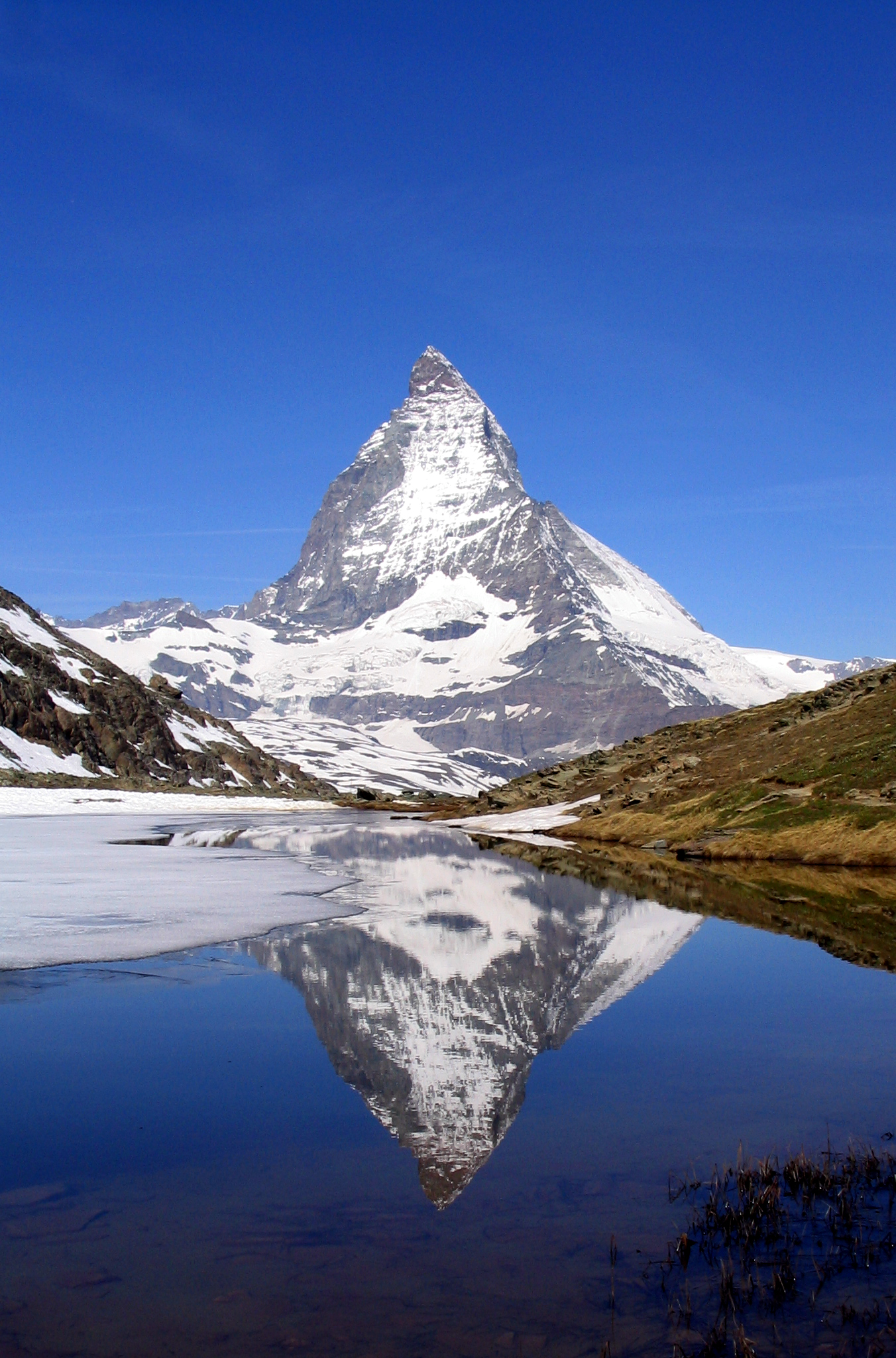
Matterhorn

Lista wszystkich włoskich szczytów alpejskich, przekraczających wysokość 4000. Szczyty o wybitności powyżej 100 metrów zostały pogrubione.
| Lp. | Szczyt                             | Państwo            | Pasmo                             | Wysokość (m n.p.m.) | Wybitność (m) |
| --- | ---------------------------------- | ------------------ | --------------------------------- | ------------------- | ------------- |
| 1.  | Mont Blanc de Courmayeur           | Włochy             | Masyw Mont Blanc                  | 4748                | 18            |
| 2.  | Grenzgipfel                        | Szwajcaria- Włochy | Alpy Pennińskie, masyw Monte Rosa | 4618                | 10            |
| 3.  | Nordend                            | Szwajcaria- Włochy | Alpy Pennińskie, masyw Monte Rosa | 4609                | 94            |
| 4.  | Zumsteinspitze                     | Szwajcaria- Włochy | Alpy Pennińskie, masyw Monte Rosa | 4563                | 110           |
| 5.  | Signalkuppe                        | Szwajcaria- Włochy | Alpy Pennińskie, masyw Monte Rosa | 4554                | 102           |
| 6.  | Matterhorn                         | Szwajcaria- Włochy | Alpy Pennińskie                   | 4478                | 1031          |
| 7.  | Mont Maudit                        | Francja- Włochy    | Masyw Mont Blanc                  | 4465                | 162           |
| 8.  | Picco Luigi Amedeo                 | Włochy             | Masyw Mont Blanc                  | 4460                | 54            |
| 9.  | Parrotspitze                       | Szwajcaria- Włochy | Alpy Pennińskie, masyw Monte Rosa | 4432                | 136           |
| 10. | Ludwigshöhe                        | Szwajcaria- Włochy | Alpy Pennińskie, masyw Monte Rosa | 4341                | 58            |
| 11. | Corno Nero                         | Włochy             | Alpy Pennińskie, masyw Monte Rosa | 4341                | 58            |
| 12. | Dôme du Goûter                     | Francja- Włochy    | Masyw Mont Blanc                  | 4304                | 58            |
| 13. | Grand Pilier d’Angle               | Włochy             | Masyw Mont Blanc                  | 4243                | 35            |
| 14. | Castor                             | Szwajcaria- Włochy | Alpy Pennińskie                   | 4228                | 165           |
| 15. | Piramide Vincent                   | Włochy             | Alpy Pennińskie, masyw Monte Rosa | 4215                | 128           |
| 16. | 'Grandes Jorasses', Pointe Walker  | Francja- Włochy    | Masyw Mont Blanc                  | 4208                | 843           |
| 17. | Grandes Jorasses, Pointe Whymper   | Francja- Włochy    | Masyw Mont Blanc                  | 4184                | 51            |
| 18. | Dent d’Hérens                      | Szwajcaria- Włochy | Alpy Pennińskie                   | 4171                | 692           |
| 19. | Breithorn', zachodni szczyt'       | Szwajcaria- Włochy | Alpy Pennińskie                   | 4164                | 433           |
| 20. | Breithorn, centralny szczyt        | Szwajcaria- Włochy | Alpy Pennińskie                   | 4159                | 82            |
| 21. | Breithornzwilling', zachodni'      | Szwajcaria- Włochy | Alpy Pennińskie                   | 4164                | 117           |
| 22. | Aiguille Blanche de Peuterey       | Włochy             | Masyw Mont Blanc                  | 4112                | 178           |
| 23. | Grandes Jorasses, Pointe Croz      | Francja- Włochy    | Masyw Mont Blanc                  | 4110                | 10            |
| 24. | Breithornzwilling, wschodni        | Szwajcaria- Włochy | Alpy Pennińskie                   | 4106                | 36            |
| 25. | Pollux                             | Szwajcaria- Włochy | Alpy Pennińskie                   | 4092                | 247           |
| 26. | Breithorn, Roccia Nera             | Szwajcaria- Włochy | Alpy Pennińskie                   | 4075                | 30            |
| 27. | Monte Brouillard,                  | Włochy             | Masyw Mont Blanc                  | 4069                | 39            |
| 28. | Grandes Jorasses, Pointe Margarita | Francja- Włochy    | Masyw Mont Blanc                  | 4065                | 50            |
| 29. | Gran Paradiso                      | Włochy             | Masyw Gran Paradiso               | 4061                | 1888          |
| 30. | Aiguille de Bionnassay             | Francja- Włochy    | Masyw Mont Blanc                  | 4052                | 164           |
| 31. | Piramide Vincent, Punta Giordani   | Włochy             | Alpy Pennińskie, masyw Monte Rosa | 4046                | 5             |
| 32. | Grandes Jorasses, Pointe Helene    | Francja- Włochy    | Masyw Mont Blanc                  | 4045                | 10            |
| 33. | Dôme de Rochefort                  | Francja- Włochy    | Masyw Mont Blanc                  | 4015                | 190           |
| 34. | Dent du Géant                      | Francja- Włochy    | Masyw Mont Blanc                  | 4013                | 139           |
| 35. | Punta Baretti                      | Włochy             | Masyw Mont Blanc                  | 4013                | 56            |
| 36. | Aiguille de Rochefort              | Francja- Włochy    | Masyw Mont Blanc                  | 4001                | 106           |